# Cratere Wanda
Wanda  è un cratere sulla superficie di Venere.